# Abobra
Abobra é um gênero de abóbora, nativa da América do Sul (Argentina, Brasil e Uruguai), cultivada para efeitos ornamentais e para produção dos seus frutos, vermelho-vivos, que são consumidos não só nesta região, mas também na Europa.
Alguns autores consideram a existência de duas espécies, Abobra viridiflora Naudin, de flores verdes e Abobra tenuifolia (sinônimo de Bryonia tenuifolia Hook.&Arn.), de flores vermelhas, mas outros consideram estes nomes como sinônimos.
São conhecidas pelos nomes vulgares de abobrinha (Brasil), brionia del Uruguay e, por vezes, tayuya, embora este nome pertença mais propriamente a uma espécie aparentada, a Cayaponia tayuya, nativa da região amazônica.

## Descrição
É uma trepadeira perene que pode atingir 3,5 m e é uma planta dioica (cada planta só dá flores de um sexo). As flores, que se desenvolvem em Julho-Agosto, são vermelhas e perfumadas.
A planta prefere solos arenosos a argilosos, mas com boa drenagem. Não se desenvolve à sombra.